# Willy Ngumbi
Willy Ngumbi Ngengele MAfr (ur. 13 lutego 1965 w Bużumburze) – kongijski duchowny katolicki, biskup Gomy od 2019.

## Życiorys

### Prezbiterat
Święcenia kapłańskie przyjął 1 sierpnia 1993 w Zgromadzeniu Misjonarzy Afryki. Po święceniach przez cztery lata pracował duszpastersko na terenie nigerskiej diecezji Maradi. W 1997 został wychowawcą roczników propedeutycznych w Gomie, zaś trzy lata później został asystentem prowincjała. W 2004 objął funkcję mistrza nowicjatu ojców białych w Bobo-Dioulasso.

### Episkopat
25 kwietnia 2007 papież Benedykt XVI mianował go biskupem ordynariuszem diecezji Kindu. Sakry biskupiej udzielił mu 22 lipca 2007 biskup Théophile Kaboy.
23 kwietnia 2019 papież Franciszek mianował go biskupem ordynariuszem diecezji Goma.